# Calycanthaceae
Calycanthaceae Lindl. è una famiglia di piante angiosperme dell'ordine Laurales.

## Tassonomia
La famiglia comprende tre generi:
- Calycanthus L.
- Chimonanthus Lindl.
- Idiospermum S.T.Blake